# Arctorthezia occidentalis
Arctorthezia occidentalis är en insektsart som först beskrevs av Douglas 1891.  Arctorthezia occidentalis ingår i släktet Arctorthezia och familjen vaxsköldlöss. Inga underarter finns listade i Catalogue of Life.